# (37059) 2000 UO43
2000 UO43 (asteroide 37059) é um asteroide da cintura principal. Possui uma excentricidade de 0.08234210 e uma inclinação de 1.77075º.
Este asteroide foi descoberto no dia 24 de outubro de 2000 por LINEAR em Socorro.